# Gran Premio motociclistico d'Olanda 1991
Il Gran Premio motociclistico d'Olanda 1991 è stata la nona prova del motomondiale del 1991.
La gara della classe 500, a causa delle avverse condizioni meteorologiche, è stata interrotta e divisa in due frazioni, i risultati ottenuti sono frutto della sommatoria dei tempi delle due parti di gara. La vittoria è andata a Kevin Schwantz grazie ad un sorpasso effettuato nel rettilineo finale su Wayne Rainey, che stava agevolmente controllando la corsa prima di commettere un grave errore all'ultima curva; al terzo posto, staccato dal duo di vertice,  si classifica Wayne Gardner.
Prima vittoria nella classe 250 per Pierfrancesco Chili, per il pilota italiano si tratta della seconda affermazione in carriera nel motomondiale dopo la prima contestata vittoria ottenuta nella classe 500 al GP delle Nazioni del 1989. Da rimarcare come questa di Chili sia anche la seconda vittoria dell'Aprilia nel motomondiale, ottenuta a distanza di quattro anni dalla prima storica vittoria di Loris Reggiani al GP di San Marino del 1987.
Seconda vittoria in carriera nel motomondiale per Ralf Waldmann nella classe 125, che dopo aver ottenuto il suo primo successo in occasione del GP di Germania di questa stagione, si ripete anche in occasione di questa gara. La vittoria del pilota tedesco viene ottenuta per sommatoria dei tempi tra due frazioni di gara, in quanto la prima parte viene sospesa all'ottavo giro a causa del peggioramento delle condizioni climatiche.
Sono soltanto due le modifiche di rilievo nella lista dei partecipanti rispetto all'ultimo GP, la prima riguarda Herri Torrontegui che si sposta nella classe 250 dopo aver corso la prima parte di questa stagione nella classe 125, e la seconda nella classe 500, con Alexander Barros che rientra dopo un lungo infortunio.
Tutte le sessioni (sia le prove ma anche le gare del sabato) sono state effettuate in condizione di pista bagnata a causa delle numerose precipitazioni. Questa condizione di difficile aderenza ha provocato diversi gravi incidenti, i piloti che hanno riportato le peggiori conseguenze fisiche sono stati: Hans Koopman che si è rotto la clavicola destra, Arie Molenaar che ha subito una lesione alla mano, Doriano Romboni che si è rotto una vertebra e Leon van der Heijden che viene ricoverato in ospedale in coma a seguito di un trauma cranico e dorsale.
La gara dei sidecar è stata vinta da Egbert Streuer e Peter Brown, che hanno corso per la prima volta in coppia proprio in occasione di questa gara (Brown prese il posto di passeggero che era di Pete Essaf).

## Classe 500

### Arrivati al traguardo
| Pos. | Nº | Pilota               | Squadra                     | Motocicletta     | Giri | Tempo     | Griglia | Punti |
| ---- | -- | -------------------- | --------------------------- | ---------------- | ---- | --------- | ------- | ----- |
| 1º   | 34 | Kevin Schwantz       | Lucky Strike Suzuki         | Suzuki RGV Γ 500 | 20   | 41'24.916 | 1º      | 20    |
| 2º   | 1  | Wayne Rainey         | Marlboro Team Roberts       | Yamaha YZR 500   | 20   | +0.677    | 2º      | 17    |
| 3º   | 5  | Wayne Gardner        | Rothmans Honda              | Honda NSR 500    | 20   | +12.353   | 8º      | 15    |
| 4º   | 7  | Eddie Lawson         | Cagiva                      | Cagiva C591      | 20   | +16.560   | 3º      | 13    |
| 5º   | 27 | Didier de Radiguès   | Lucky Strike Suzuki         | Suzuki RGV Γ 500 | 20   | +30.678   | 7º      | 11    |
| 6º   | 19 | John Kocinski        | Marlboro Team Roberts       | Yamaha YZR 500   | 20   | +31.681   | 10º     | 10    |
| 7º   | 12 | Alexander Barros     | Cagiva                      | Cagiva C591      | 20   | +34.063   | 9º      | 9     |
| 8º   | 8  | Jean-Philippe Ruggia | Yamaha Sonauto Mobil 1      | Yamaha YZR 500   | 20   | +48.812   | 6º      | 8     |
| 9º   | 20 | Adrien Morillas      | Yamaha Sonauto Mobil 1      | Yamaha YZR 500   | 20   | +1'17.642 | 11º     | 7     |
| 10º  | 10 | Sito Pons            | Campsa Honda                | Honda NSR 500    | 20   | +1'20.581 | 13º     | 6     |
| 11º  | 21 | Doug Chandler        | Team Roberts Yamaha Castrol | Yamaha YZR 500   | 20   | +1'23.910 | 12º     | 5     |
| 12º  | 6  | Juan Garriga         | Ducados Yamaha              | Yamaha YZR 500   | 20   | +1'33.747 | 5º      | 4     |
| 13º  | 16 | Cees Doorakkers      | HEK-Bauwmachines            | Honda RS 500     | 19   | +1 giro   | 15º     | 3     |
| 14º  | 32 | Michael Rudroff      | R.S. RallyeSport            | Honda RS 500     | 19   | +1 giro   | 16º     | 2     |
| 15º  | 13 | Nicholas Schmassman  | Technotron                  | Honda RS 500     | 19   | +1 giro   | 19º     | 1     |

### Ritirati
| Nº | Pilota           | Squadra           | Motocicletta         | Giri | Griglia |
| -- | ---------------- | ----------------- | -------------------- | ---- | ------- |
| 36 | Hans Becker      | Romero Racing     | Hummel-Yamaha TZ 358 | 18   | 17º     |
| 3  | Mick Doohan      | Rothmans Honda    | Honda NSR 500        | 11   | 4º      |
| 37 | Simon Buckmaster | Padgett's Racing  | Suzuki RG 500        | 10   | 18º     |
| 17 | Eddie Laycock    | Millar Racing     | Yamaha YZR 500       | 6    | 14º     |
| 24 | Helmut Schütz    | R.S. Rallye Sport | Honda RS 500         | 0    | 20º     |

### Non qualificati
| Nº | Pilota         | Squadra        | Motocicletta  |
| -- | -------------- | -------------- | ------------- |
| 30 | Martin Trösch  | MT Racing      | Honda RS 500  |
| 23 | Andreas Leuthe | Librenti Corse | Suzuki RG 500 |

## Classe 250

### Arrivati al traguardo
| Pos. | Nº | Pilota                    | Squadra                        | Motocicletta | Giri | Tempo     | Griglia | Punti |
| ---- | -- | ------------------------- | ------------------------------ | ------------ | ---- | --------- | ------- | ----- |
| 1º   | 9  | Pierfrancesco Chili       | Iberna Aprilia - Valesi Racing | Aprilia      | 18   | 38'43.327 | 1º      | 20    |
| 2º   | 3  | Luca Cadalora             | Rothmans-Kanemoto Honda        | Honda        | 18   | +0.135    | 3º      | 17    |
| 3º   | 5  | Wilco Zeelenberg          | Sharp Sanson - Bieffe          | Honda        | 18   | +0.449    | 2º      | 15    |
| 4º   | 4  | Helmut Bradl              | HB Honda Racing Team Germany   | Honda        | 18   | +7.459    | 5º      | 13    |
| 5º   | 2  | Carlos Cardús             | Repsol Honda - Cardús          | Honda        | 18   | +24.804   | 7º      | 11    |
| 6º   | 7  | Masahiro Shimizu          | Ajinomoto Honda - HRC          | Honda        | 18   | +25.079   | 6º      | 10    |
| 7º   | 6  | Martin Wimmer             | Lucky Strike Suzuki            | Suzuki       | 18   | +49.566   | 8º      | 9     |
| 8º   | 17 | Paolo Casoli              | Team Agostini - API            | Yamaha       | 18   | +56.630   | 15º     | 8     |
| 9º   | 15 | Carlos Lavado             | Team Greco                     | Yamaha       | 18   | +1'00.335 | 12º     | 7     |
| 10º  | 51 | Jean Pierre Jeandat       | Rothmans Honda France          | Honda        | 18   | +1'14.165 | 17º     | 6     |
| 11º  | 30 | Harald Eckl               | JF Aprilia Kuhnert             | Aprilia      | 18   | +1'16.923 | 13º     | 5     |
| 12º  | 40 | Katsuyoshi Kozono         | JHA Racing                     | Honda        | 18   | +1'20.810 | 14º     | 4     |
| 13º  | 32 | Bernard Haenggeli         | Marlboro Aprilia Mohag         | Aprilia      | 18   | +1'24.769 | 18º     | 3     |
| 14º  | 19 | Marcellino Lucchi         | OZ Racing System               | Aprilia      | 18   | +1'32.913 | 25º     | 2     |
| 15º  | 34 | Patrick van den Goorbergh | Docshop - Servopax             | Yamaha       | 18   | +1'37.500 | 16º     | 1     |
| 16º  | 47 | Urs Jücker                |                                | Yamaha       | 18   | +1'42.425 | 23º     |       |
| 17º  | 69 | Frédéric Protat           |                                | Aprilia      | 18   | +2'29.287 | 26º     |       |
| 18º  | 36 | Jean Foray                |                                | Yamaha       | 18   | +2'29.653 | 33º     |       |
| 19º  | 48 | Ian Newton                |                                | Yamaha       | 18   | +2'33.859 | 31º     |       |
| 20º  | 18 | Andreas Preining          |                                | Aprilia      | 18   | +2'45.718 | 9º      |       |
| 21º  | 41 | Bernd Kassner             |                                | Yamaha       | 18   | +3'03.802 | 29º     |       |
| 22º  | 14 | Peter Lindén              |                                | Honda        | 17   | +1 giro   | 32º     |       |
| 23º  | 26 | John Cornwell             |                                | Yamaha       | 17   | +1 giro   | 34º     |       |

### Ritirati
| Nº | Pilota               | Motocicletta | Giri | Griglia |
| -- | -------------------- | ------------ | ---- | ------- |
| 11 | Àlex Crivillé        | JJ Cobas     | 14   | 11º     |
| 13 | Loris Reggiani       | Aprilia      | 12   | 4º      |
| 16 | Alberto Puig         | Yamaha       | 10   | 30º     |
| 8  | Jochen Schmid        | Honda        | 8    | 10º     |
| 21 | Leon van der Heijden | Honda        | 4    | 24º     |
| 27 | Renzo Colleoni       | Aprilia      | 4    | 20º     |
| 33 | Stefan Prein         | Honda        | 4    | 22º     |
| 45 | Renato Colleoni      | Aprilia      | 3    | 35º     |
| 50 | Corrado Catalano     | Honda        | 2    | 21º     |
| 22 | Stefano Pennese      | Aprilia      | 2    | 27º     |
| 72 | Herri Torrontegui    | Aprilia      | 0    | 28º     |
| 65 | Erkka Korpiaho       | Aprilia      | 0    | 19º     |

### Non qualificati
| Nº | Pilota           | Motocicletta |
| -- | ---------------- | ------------ |
| 63 | Stefano Caracchi | Yamaha       |
| 43 | Fausto Ricci     | Yamaha       |

## Classe 125

### Arrivati al traguardo
| Pos. | Nº | Pilota                    | Squadra                     | Motocicletta | Giri | Tempo     | Griglia | Punti |
| ---- | -- | ------------------------- | --------------------------- | ------------ | ---- | --------- | ------- | ----- |
| 1º   | 28 | Ralf Waldmann             | Schuh-Zwafink Honda Racing  | Honda        | 15   | 35'29.159 | 2º      | 20    |
| 2º   | 1  | Loris Capirossi           | AGV - Pileri Corse          | Honda        | 15   | +0.533    | 1º      | 17    |
| 3º   | 9  | Alessandro Gramigni       | Team Italia                 | Aprilia      | 15   | +1.077    | 3º      | 15    |
| 4º   | 7  | Fausto Gresini            | AGV - Pileri Corse          | Honda        | 15   | +7.272    | 6º      | 13    |
| 5º   | 22 | Peter Öttl                | AGV Racing Team Deutschland | Bakker-Rotax | 15   | +10.789   | 4º      | 11    |
| 6º   | 12 | Gabriele Debbia           | Team Italia                 | Aprilia      | 15   | +20.388   | 9º      | 10    |
| 7º   | 2  | Hans Spaan                | Sharp Samson Racing         | Honda        | 15   | +26.570   | 10º     | 9     |
| 8º   | 3  | Bruno Casanova            | Semprucci IDM               | Honda        | 15   | +28.274   | 5º      | 8     |
| 9º   | 11 | Adi Stadler               | RS RallyeSport GmbH         | JJ Cobas     | 15   | +28.809   | 8º      | 7     |
| 10º  | 4  | Dirk Raudies              | Schuh HB Honda Racing       | Honda        | 15   | +29.480   | 12º     | 6     |
| 11º  | 35 | Kazuto Sakata             | ELF Kepla - Meiko           | Honda        | 15   | +31.656   | 7º      | 5     |
| 12º  | 56 | Noboru Ueda               | Hero Sports TS              | Honda        | 15   | +34.894   | 11º     | 4     |
| 13º  | 6  | Ezio Gianola              | Derbi GP Team               | Derbi        | 15   | +36.936   | 16º     | 3     |
| 14º  | 5  | Jorge Martinez            | Metraux-Coronas             | Honda        | 15   | +38.487   | 15º     | 2     |
| 15º  | 51 | Nobuyuki Wakai            | Moto Bum Racing             | Honda        | 15   | +38.634   | 25º     | 1     |
| 16º  | 14 | Julián Miralles Caballero |                             | JJ Cobas     | 15   | +40.760   | 23º     |       |
| 17º  | 71 | Jos van Dongen            |                             | Honda        | 15   | +49.368   | 17º     |       |
| 18º  | 73 | Kin'ya Wada               |                             | Honda        | 15   | +51.627   | 31º     |       |
| 19º  | 16 | Koji Takada               |                             | Honda        | 15   | +54.292   | 28º     |       |
| 20º  | 41 | Alain Bronec              |                             | Honda        | 15   | +55.093   | 27º     |       |
| 21º  | 40 | Johnny Wickström          |                             | Honda        | 15   | +57.892   | 20º     |       |
| 22º  | 19 | Alfred Waibel             |                             | Honda        | 15   | +59.626   | 22º     |       |
| 23º  | 74 | Jaime Mariano             |                             | JJ Cobas     | 15   | +1'04.309 | 21º     |       |
| 24º  | 29 | Peter Galvin              |                             | Honda        | 15   | +1'17.665 | 26º     |       |
| 25º  | 46 | Arie Molenaar             |                             | Honda        | 15   | +1'19.091 | 29º     |       |
| 26º  | 49 | Janez Pintar              |                             | Honda        | 15   | +1'21.805 | 36º     |       |
| 27º  | 34 | Emilio Cuppini            |                             | Gazzaniga    | 15   | +1'27.747 | 34º     |       |
| 28º  | 63 | Stefan Kurfiss            |                             | Honda        | 15   | +2'14.552 | 35º     |       |

### Ritirati
| Nº | Pilota              | Motocicletta | Griglia |
| -- | ------------------- | ------------ | ------- |
| 10 | Heinz Lüthi         | Honda        | 13º     |
| 15 | Maurizio Vitali     | Gazzaniga    | 18º     |
| 17 | Steve Patrickson    | Honda        | 33º     |
| 47 | Oliver Petrucciani  | Aprilia      | 19º     |
| 61 | Serafino Foti       | Honda        | 30º     |
| 62 | Ian McConnachie     | Honda        | 32º     |
| 66 | Luis Ignacio Alvaro | Derbi        | 14º     |

### Non partito
| Nº | Pilota       | Motocicletta | Griglia |
| -- | ------------ | ------------ | ------- |
| 45 | Thierry Feuz | Honda        | 24º     |

### Non qualificati
| Nº | Pilota                   | Motocicletta |
| -- | ------------------------ | ------------ |
| 48 | Taru Rinne               | Honda        |
| 20 | Hisashi Unemoto          | Honda        |
| 18 | Robin Appleyard          | Honda        |
| 27 | Gimmi Bosio              | Honda        |
| 70 | Stefan Brägger           | Honda        |
| 67 | Wolfgang Fritz           | Honda        |
| 43 | Manuel Nicolas Hernández | Honda        |
| 69 | René Dünki               | Honda        |
| 44 | Alan Patterson           | Honda        |
| 26 | Francisco Javier Debon   | Honda        |
| 68 | Hubert Abold             | Honda        |
| 65 | Jean-Claude Selini       | Honda        |
| 23 | Gabriele Gnani           | Gnani        |

## Classe sidecar
Fonte:

### Arrivati al traguardo (posizioni a punti)
| Pos. | Nº | Pilota             | Passeggero      | Costruttore   | Giri | Tempo     | Griglia | Punti |
| ---- | -- | ------------------ | --------------- | ------------- | ---- | --------- | ------- | ----- |
| 1º   | 2  | Egbert Streuer     | Peter Brown     | LCR - Krauser | 16   | 35'20.012 | 2º      | 20    |
| 2º   | 4  | Rolf Biland        | Kurt Waltisperg | LCR - Honda   | 16   | +0.733    | 4º      | 17    |
| 3º   | 5  | Paul Güdel         | Charly Güdel    | LCR - Krauser | 16   | +8.962    |         | 15    |
| 4º   | 1  | Alain Michel       | Simon Birchall  | LCR - Krauser | 16   | +18.817   |         | 13    |
| 5º   | 12 | Ralph Bohnhorst    | Bruno Hiller    | LCR - Krauser | 16   | +34.822   | 3º      | 11    |
| 6º   | 9  | Masato Kumano      | Eckart Rösinger | LCR - Yamaha  | 16   | +40.940   |         | 10    |
| 7º   | 17 | Darren Dixon       | Sean Dixon      | LCR - Krauser | 16   | +41.555   |         | 9     |
| 8º   | 15 | Barry Brindley     | Scott Whiteside | LCR - Krauser | 16   | +46.263   |         | 8     |
| 9º   |    | Theo van Kempen    | Geral de Haas   | LCR - Krauser |      |           |         | 7     |
| 10º  |    | René Progin        | Gary Irlam      | LCR - Krauser |      |           |         | 6     |
| 11º  |    | Tony Wyssen        | Kilian Wyssen   | LCR - Krauser |      |           |         | 5     |
| 12º  |    | Werner Kraus       | Thomas Schröder | Busch - ADM   |      |           |         | 4     |
| 13º  |    | Yoshisada Kumagaya | Brian Houghton  | LCR - Krauser |      |           |         | 3     |
| 14º  |    | Kenny Howles       | Alan Langton    | LCR - Krauser |      |           |         | 2     |
| 15º  |    | Yvan Nigrowsky     | Jacques Corbier | LCR - Krauser |      |           |         | 1     |